# Ngữ tộc Tochari
Ngữ tộc Tochari, còn viết là Tokhari, là một nhánh ngôn ngữ Ấn-Âu đã biến mất. Nó được biết đến nhờ những bản viết tay có niên đại từ thế kỷ VI-IX, tìm thấy trong những thành phố rìa bắc lòng chảo Tarim (ngay nay là Tân Cương, Trung Quốc). Việc phát hiện những ngôn ngữ này vào đầu thế kỷ XX gây sự mâu thuẫn với quan điểm phổ biến đương thời về sự phân chia centum–satem đông-tây của ngữ hệ Ấn-Âu, đồng thời khơi dậy một làn sóng mới trong Ấn-Âu học. Những tác giả khi đó gắn kết các ngôn ngữ Tochari với người Tokharoi của Bactria cổ đại (Tokharistan). Dù quan điểm này sau đó bị minh chứng là sai, ngữ tộc này vẫn giữ tên "Tochari" đến tận ngày nay.
Những bản viết tay này ghi lại hai ngôn ngữ liên quan chặt chẽ đến nhau, là Tochari A ("Tochari Đông", Agni hay Turfan) và Tochari B ("Tochari Tây" hay Kucha). Nội dung của văn bản cho thấy rằng Tochari A cổ hơn và là một ngôn ngữ hành lễ Phật giáo, còn Tochari B là một ngôn ngữ thường nhật, nói trên một vùng trải rộng từ Turfan đến Tumshuq. Ngoài ra, một bộ phận từ mượn và tên trong văn bản Prakrit được gán cho Tochari C (Krorän).

## Phát hiện

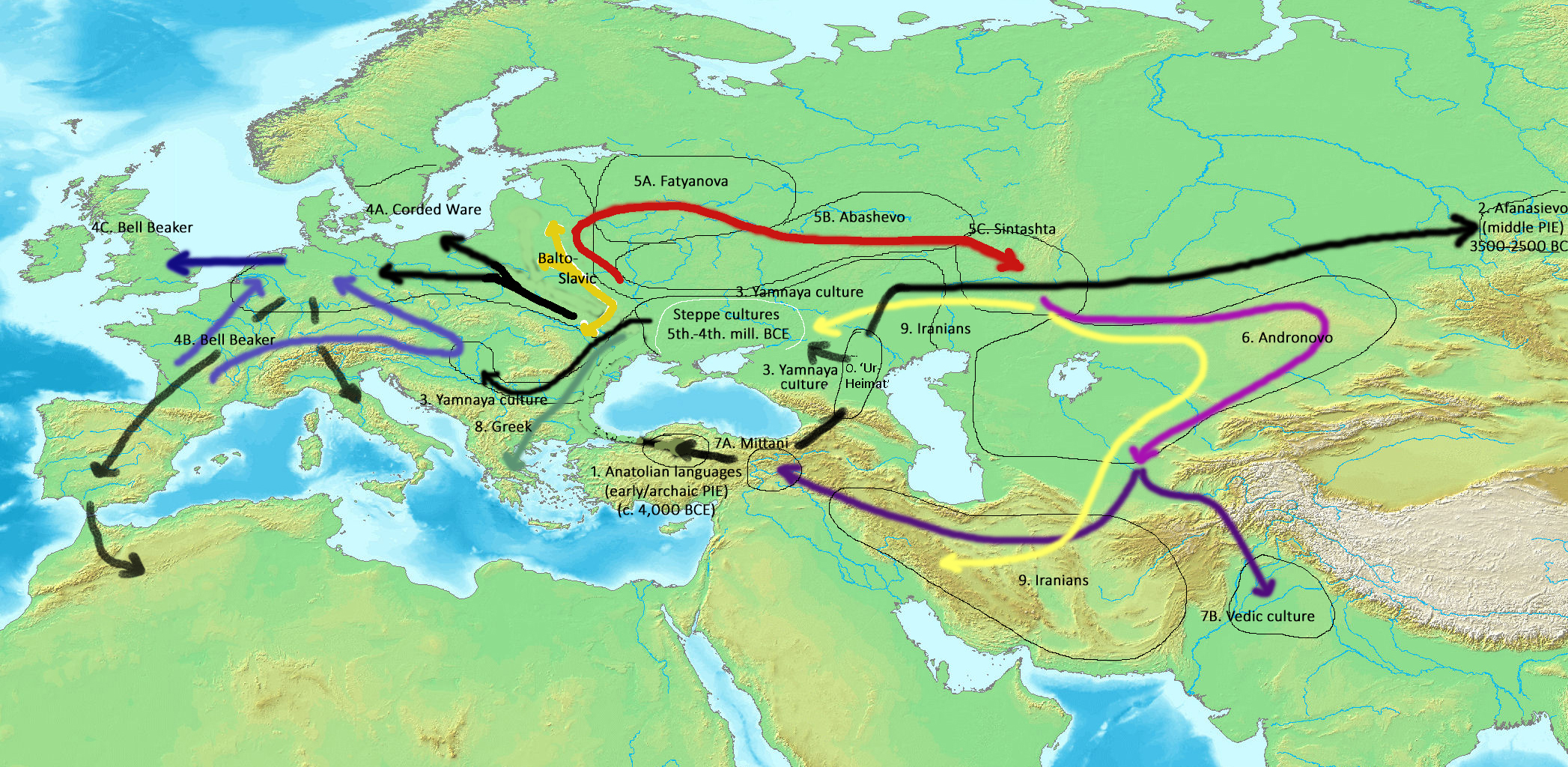
Phạm vi lan rộng của Ngữ hệ Ấn-Âu

Tochari A (lam), B (đỏ) và C (lục) trong lòng chảo Tarim. Tên của các đô thị ốc đảo theo như trong Hán thư (thế kỷ II TCN). Kích cỡ của khối vuông đại diện cho số dân ước chừng.

Các ngôn ngữ Tochari, cũng như chữ Tochari, chưa được biết tới cho đến tận khi cuộc nghiên cứu khảo cổ học do Aurel Stein dẫn đầu ở lòng chảo Tarim đầu thế kỷ XX phát hiện những mảnh văn bản rời rạc, niên đại từ thế kỷ VI-VIII.
Người ta sớm nhận ra rằng những văn bản này được viết bằng hai ngôn ngữ riêng biệt nhưng gần gũi thuộc một nhánh ngôn ngữ Ấn-Âu, ngày nay gọi là ngữ tộc Tochari:
- Tochari A (Agni hay Tochari Đông; nội danh ārśi) tại Qarašähär (Agni cổ đại, Yên Kỳ trong tiếng Trung Quốc) và Turpan (Turfan cổ đại).
- Tochari B (Kucha hay Tochari Tây) tại Kucha và cả những nơi Tochari A được ghi nhận.

Những văn bản Prakrit thế kỷ VII ở Krorän tại rìa đông nam của lòng chảo Tarim có những từ mượn và tên có vẻ như thuộc một ngôn ngữ Tochari khác nữa, nay gọi là Tochari C.
Sự phát hiện ngữ tộc Tochari đảo lộn một số giả thuyết về mối quan hệ trong ngữ hệ Ấn-Âu, đồng thời làm mới công việc nghiên cứu. Vào thế kỷ XIX, người ta cho rằng sự phân chia ngôn ngữ centum và satem đơn thuần là sự phân chia đông-tây, trong đó ngôn ngữ centum ở phía tây. Giả thuyết này bị vứt bỏ vào thế kỷ XX với việc phát hiện tiếng Hittite, một ngôn ngữ centum có vị trí khá xa về phía đông, và các ngôn ngữ Tochari, những ngôn ngữ centum dù là nhánh cực đông. Kết quả là sự đúc kết một giả thuyết mới, theo mô hình sóng của Johannes Schmidt, đề xuất rằng các ngôn ngữ satem đã chịu một sự biến đổi ngữ âm, và rằng các ngôn ngữ centum ở cực đông và tây không phải chịu sự biến đổi kia.
Hầu hết học giả bác bỏ đề xuất của Walter Bruno Henning về mối quan hệ giữa hệ Tochari và tiếng Guti, một ngôn ngữ từng có mặt trên sơn nguyên Iran vào thế kỷ XXII TCN và chỉ còn sót lại một số tên riêng.
Ngữ tộc Tochari có lẽ mất đi sau năm 840 khi người Duy Ngô Nhĩ bị người Kyrgyz trục xuất khỏi Mông Cổ, buộc phải di cư đến lòng chảo Tarim. Giả thuyến này được củng cố nhờ việc phát hiện những bản dịch văn bản Tochari thành tiếng Duy Ngô Nhĩ. Dưới sự cai trị của người Duy Ngô Nhĩ, người Tochari dần đồng hoá và hoà lẫn vào cộng đồng dân cư.

## Chữ viết

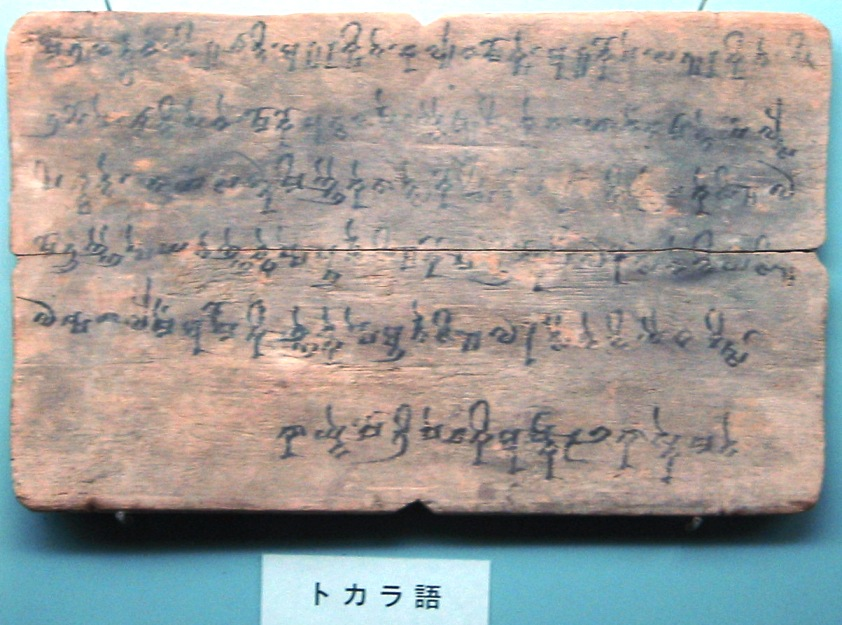
Tấm gỗ ghi Tochari B bằng chữ Tochari Brahmi. Kucha, Trung Quốc, thế kỷ V-VIII (bảo tàng quốc gia Tokyo)

Các ngôn ngữ Tochari được lưu giữ trong những bản viết tay, chủ yếu từ thế kỷ VIII (một số cổ hơn), viết trên lá cọ, tấm gỗ và giấy Tàu, lưu giữ nhờ khí hậu khô của lòng chảo Tarim.
Các tiếng Tochari thường viết bằng một abugida gốc Brahmi gọi là chữ Tochari (hay Brahmi nghiêng). Tuy vậy, một số ít hơn văn bản Mani giáo được ghi lại bằng chữ Mani. Một lượng lớn văn bản là bản dịch những tác phẩm Phật giáo tiếng Phạn, thậm chí số ít còn ghi song ngữ, giúp việc giải mã ngôn ngữ này dễ dàng hơn. Ngoài những văn bản tôn giáo (Phật giáo và Mani giáo), còn có thư tín và sổ sách tu viện, tài liệu buôn bán, giấy phép buôn bán, tài liệu y thuật và pháp thuật, và một bài thơ tình.

## Tochari A và B
Tochari A và B khác biệt rất nhiều đến mức không thông hiểu lẫn nhau. Ngôn ngữ Tochari nguyên thủy tổ tiên của Tochari A và B chắc chắn đã tồn tại hàng thế kỷ trước khi những ngôn ngữ này được viết. Niên đại của nó có thể là ở cuối thiên niên kỷ 1 TCN.
Tochari A chỉ hiện diện ở phần phía đông các vùng nói tiếng Tochari và tất cả văn bản còn tồn tại tới ngày nay đều thuộc văn bản tôn giáo. Ngược lại, Tochari B tồn tại ở khắp khu vực dùng ngôn ngữ Tochari bao gồm cả văn bản tôn giáo và thế tục. Do đó, các nhà nghiên cứu đề xuất Tochari A đã từng là một ngôn ngữ tế lễ và không còn được sử dụng như một bản ngữ vào thời gian đó, còn Tochari B là ngôn ngữ nói của cả vùng. Tuy nhiên, có khả năng là việc thiếu văn tự thế tục trong Tochari A chỉ đơn thuần là ngẫu nhiên vì nó có mức độ phân bố nhỏ hơn và việc bảo quản các văn tự Tochari nhìn chung không được tốt.

## Ngữ âm
Hai tiếng Tochari là ngôn ngữ Ấn-Âu "centum", nghĩa là nó hợp nhất những âm âm ngạc mềm vòm hoá (*ḱ, *ǵ, *ǵʰ) của ngôn ngữ Ấn-Âu nguyên thủy với âm ngạc mềm thường (*k, *g, *gʰ) thay vì vòm hóa chúng thành âm tắc xát hay âm xuýt. Những ngôn ngữ centum có mặt chủ yếu ở châu Âu (tiếng Hy Lạp, nhóm gốc Ý, nhóm Celt, German). Như vậy, ngữ tộc Tochari bị cô lập bởi những ngôn ngữ Ấn-Âu "satem" (âm ngạc mềm vòm trở thành âm xuýt). Sự phát hiện ngữ tộc Tochari giáng một đòn xuống quan điểm rằng ngữ hệ Ấn-Âu ban đầu chia ra thành hai nhánh đông và tây; ngày nay, sự phân chia centum–satem không còn ý nghĩa trong phân loại ngôn ngữ học.

### Nguyên âm
|      | Trước | Giữa  | Sau   |
| ---- | ----- | ----- | ----- |
| Đóng | i /i/ | ä /ɨ/ | u /u/ |
| Vừa  | e /e/ | a /ə/ | o /o/ |
| Mở   |       | ā /a/ |       |

Chú ý rằng, dù Tochari A và Tochari B có cùng một hệ thống nguyên âm, chúng thường không đối ứng lẫn nhau. Ví dụ, âm a không tồn tại trong ngôn ngữ Tochari nguyên thủy. a trong Tochari B bắt nguồn từ âm ä nhấn và ā không nhấn, còn a trong Tochari A bắt nguồn từ /ɛ/ và /ɔ/ trong ngôn ngữ Tochari nguyên thủy (tương ứng với /e/ và /o/ trong Tochari B). e và o của Tochari A chủ yếu phát triển từ nguyên âm đôi trước đó.

### Nguyên âm đôi
|                      | Âm đóng trước | Âm đóng sau     |
| -------------------- | ------------- | --------------- |
| Âm mở không làm tròn | ai /əi/       | au /əu/ āu /au/ |
| Âm mở làm tròn       | oy /oi/       |                 |

Chỉ Tochari B có nguyên âm đôi.